# Franz Rezek
Franz Rezek (* 1. Jänner 1847 in Divišov (Böhmen); † 1. April 1912 in Linz) war ein österreichischer Militärkapellmeister und Komponist.

## Leben
Franz Rezek war der Sohn eines Schmiedemeisters. Musikalisch ausgebildet wurde er an Prager Orgelschule von Cenek Vinař sowie von Moritz Mildner (1812–1905), der damals am Prager Konservatorium Violine unterrichtete. 1865 kam er in den Dienst des Musikkorps des Feldjägerbataillons Nr. 18; nach fünf Jahren wechselte er zum Infanterieregiment Nr. 20. An der Marienoper von Sankt Petersburg erhielt Rezek 1874 eine Stelle als Violinist. 1876 trat er wieder in den Militärmusikdienst ein, diesmal als Musikfeldwebel des Infanterieregiments Nr. 9. Zwei Jahre später wechselte er in selber Position zum Infanterieregiment Nr. 14 nach Linz; dort trat er zunächst als Solist auf Violine, Flügelhorn und Zither unter den Militärkapellmeistern Michael Zimmermann und Edmund Patzke hervor. 1882 wurde er selbst zum Kapellmeister befördert. Mit diesem Regiment war er von 1901 bis 1908 in Bregenz und Bozen, ab 1908 wieder in Linz stationiert. Dabei erlangte er durch seine Militärkonzerte besondere Popularität – er erweiterte das Orchester dahingehend, dass es sogar zwei Auftritte zur selben Zeit absolvieren konnte. Daneben war er auch als Musiklehrer an der Militär-Unterrealschule in Enns tätig. 1911 schied er aus dem aktiven Dienst aus. Am 1. April 1912 verstarb Rezek in Linz; er ist auf dem dortigen Barbarafriedhof begraben.
Neben seinem Wirken als Militärkapellmeister wurde Rezek auch als Musiklehrer von Erzherzog Johann Salvator bekannt, den er drei Jahre lang in Zither, Flügelhorn und Kompositionslehre unterrichtete.

## Werke
Rezek komponierte über 300 Werke, hauptsächlich Märsche, Tänze, Ouvertüren und Konzertstücke. Diese waren oftmals nur handschriftlich im Notenarchiv des Alpenjäger-Regiments Nr. 7 als Nachfolgeregiment des Infanterieregiments Nr. 14 vorhanden. Nachdem der Militärkapellmeister dieses Regiments, Max Damberger, im Jahr 1934 aus dem Dienst ausschied, verteilte sein Nachfolger Anton Dewanger viele Stücke, die er nicht mehr benötigte, an die Militärmusiker; einige Werke gelten heute als verschollen.
Besondere Bekanntheit unter Rezeks Kompositionen erlangten der Lahousenmarsch und der Generalstabsmarsch.
- Alpenklänge (Konzertstück für zwei Flügelhörner)[2]
- Arm in Arm op. 134 (Polka-Mazurka für großes Orchester)[3]
- Avantgarde (Marsch)
- Bregenzer Einzugsmarsch[4]
- Bregenzwälder Marsch (op. 220)[5]
- Cavallerie-Marsch (1891)[5]
- Commandanten Marsch[5]
- Crkvice-Lager-Marsch (1882)[5]
- Dir bleib ich treu[5]
- Erzherzog Johann Marsch[5]
- Feldherrn-Marsch (op. 52)[5]
- Garnisons Defilir Marsch[5]
- Generalstabsmarsch
- Generalstabsreise[5]
- Heimkehr der Soldaten (1882, Marsch)[5]
- Hessen-Marsch (op. 161)[5]
- Hoch Linz (Marsch)[5]
- Innsbrucker Promenade (1894, Marsch)[5]
- Kanonen Marsch[6]
- Lahousenmarsch
- Leicht zu Fuß Defilirmarsch[5]
- Linz – Innsbruck (1892, Marsch)[5]
- Maggenta Marsch[5]
- Meduna Marsch[5]
- Pionier-Marsch[5]
- Polaczek Marsch[5]
- Schwarzenstein Gletscher (op. 222, Marsch)[5]
- Sturm-Marsch[5]
- Weyer Jubiläums Marsch (op. 165)[5]
- Zum Grabe (Trauermarsch)